# L'Odyssée des Mormons
Pour plus de détails, voir Fiche technique et Distribution.
L'Odyssée des Mormons (Brigham Young) est un film américain réalisé par Henry Hathaway, sorti en 1940.

## Synopsis
En 1844, dans l'Illinois, les Mormons sont victimes de persécutions en raison de leurs croyances religieuses. Le fondateur de leur Église, Joseph Smith, est lynché à la suite d'un procès truqué. Son successeur, Brigham Young, emmène alors la Communauté dans un long voyage semé d'embûches, vers une Terre Promise.

## Fiche technique
- Titre : L'Odyssée des Mormons
- Titre original : Brigham Young
- Réalisation : Henry Hathaway, assisté d'Otto Brower (non crédité)
- Scénario : Louis Bromfield et Lamar Trotti
- Production : Darryl F. Zanuck et Kenneth Macgowan (associé)
- Société de production : 20th Century Fox
- Photographie : Arthur C. Miller
- Montage : Robert Bischoff
- Musique : Alfred Newman et (non crédité) Robert Russell Bennett
- Direction artistique : William S. Darling et Maurice Ransford
- Costumes : Gwen Wakeling et Sam Benson
- Pays de production :  États-Unis
- Langue : anglais
- Format : Noir et blanc
- Genre : Western
- Durée : 113 minutes
- Date de sortie :
  - États-Unis : 23 août 1940 (Première à Salt Lake City)

## Distribution
- Tyrone Power : Jonathan Kent
- Linda Darnell : Zina Webb
- Dean Jagger : Brigham Young
- Brian Donlevy : Angus Duncan
- Jane Darwell : Eliza Kent
- John Carradine : Porter Rockwell
- Mary Astor : Mary Ann Young
- Vincent Price : Joseph Smith
- Jean Rogers : Clara Young
- Ann E. Todd : Mary Kent
- Willard Robertson : Heber Kimball
- Moroni Olsen : Doc Richards
- Russell Simpson : Le major de la cavalerie
- Tully Marshall : Le juge
- Chef John Big Tree : Big Elk
- Frederick Burton : M. Webb
- Davison Clark : Johnson
- Frank M. Thomas : Hubert Crum

Acteurs non crédités
- Tom London : Un pillard
- Edmund MacDonald : Un Mormon
- Charles Middleton : Un Mormon
- Hank Worden : Un Mormon
- Paul E. Burns